# 昭懿贵妃 (宋仁宗)
昭懿贵妃（11世纪？—1104年），宋仁宗妃嬪。《宋史》無載。與宋仁宗寵妃張貴妃（追贈溫成皇后）非同一人。
張氏最初僅為延安郡君。仁宗嬪董氏早逝，追贈淑妃，張郡君撫養董淑妃的次女永壽公主（賢懿恭穆帝姬）。熙宁九年十一月即宋仁宗去世后13年，宋神宗诏：「鲁国大长公主（永壽公主當時已經尊封鲁国大长公主）养母仁宗后宫延安郡君张氏，可特进美人（正四品）。」
元丰八年四月宋神宗去世，宋哲宗即位，張氏比哲宗高出三輩，被尊封正三品婕妤，元符三年正月，宋徽宗即位，張氏进正二品充仪嬪，崇宁二年三月进正一品贤妃。
崇寧三年十月，張賢妃薨。宋徽宗车驾临奠，特赠贵妃，赐谥昭懿。